# Мехмет Джавид-бей
Мехмет Джавид-бей (осман. محمد جاويد بك‎; Салоники, 1875 — 8 августа 1926, Анкара) — османский экономист, редактор и политик. Входил в партию «Единение и прогресс», участвовал в движении младотурков. После создания республики был казнён по обвинению в покушении на Ататюрка.

## Биография
Мехмет Джавид-бей родился в семье торговца Наима и его жены Пакизе в городе Салоники, входившего на тот момент в состав османского вилайета Салоники. Его семья принадлежала к дёнме, из-за чего считалась криптоиудейской.
Ходил в ту же школу, что и Мустафа Кемаль-паша, выучил греческий и французский языки. Затем Мехмет Джавид-бей изучал экономику в Константинополе. После окончания обучения работал банковским клерком и учителем. 
Позднее работал экономистом и редактором. В период с 1908 по 1911 год он с Рызой Тевфиком издавал в Стамбуле «Ulum-ı İktisâdiye ve İçtimâiye Mecmuası» (Журнал экономической и социальной мысли), пропагандировалвший либеральные идеи. После возвращения в родной город вступил в партию «Единение и прогресс». В Салониках он также был директором школы. 
После принятия в 1908 году второй Конституции избирался депутатом. После инцидента 31 марта занимал должность министра финансов в правительстве Тевфик-паши, с тех пор он несколько раз назначался и уходил в отставку с этой должности. Он модернизировал османские финансы и боролся за отмену капитуляций, а также поставил себе цель создать класс турецкой буржуазии. После военного путча 1912 года скрылся на французском линкоре и бежал в Марсель. Он восстановил свою позицию после убийства великого визиря Махмуда Шевкет-паши.

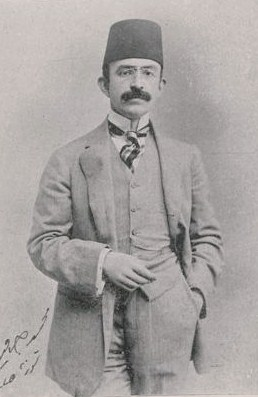
Джавид-бей во время Первой мировой войны

После организованного черноморского рейда на российские порты (Севастопольская побудка) в 1914 году и последующего вступления Османской империи в Первую мировую войну ушёл в отставку с половиной кабинета в знак протеста. В течение следующих нескольких недель товарищ по центральному комитету доктор Назым-бей, сам также дёнме, устраивал травлю Джавид-бея, называя его «предательским евреем». После отставки вёл переговоры с Германией. В феврале 1917 года вернулся на должность министра. 
При этом не пользовался полным доверием партийного руководства. Узнав о массовых депортациях армян в августе 1915 года, осудил их в своем дневнике: «Османская история никогда, даже во времена Средневековья, не осуществляла таких отъявленных убийств и крупномасштабной жестокости... Вы осмелились уничтожить существование целой нации... Вы и несправедливы, и бездарны... Этими действиями мы [разрушили] все. Мы наложили несмываемое пятно на нынешнюю администрацию». 
После отставки Иззета-паши Джавид больше не принимал участия в управлении государством, но представлял Османскую империю на послевоенных финансовых переговорах в Лондоне и Берлине. После войны предстал перед Особым военным трибуналом, который был создан оккупационными властями в Стамбуле. Когда его приговорили к 15 годам каторжных работ, он бежал в Швейцарию. После сопровождения представителя Анкары Бекира Сами-бея на Лондонской конференции в феврале 1921 года, он вернулся в Турцию в июле 1922 года, чтобы присоединиться к Турецкому национальному движению. Он был членом делегации Анкары, которая подписала Лозаннский мирный договор.

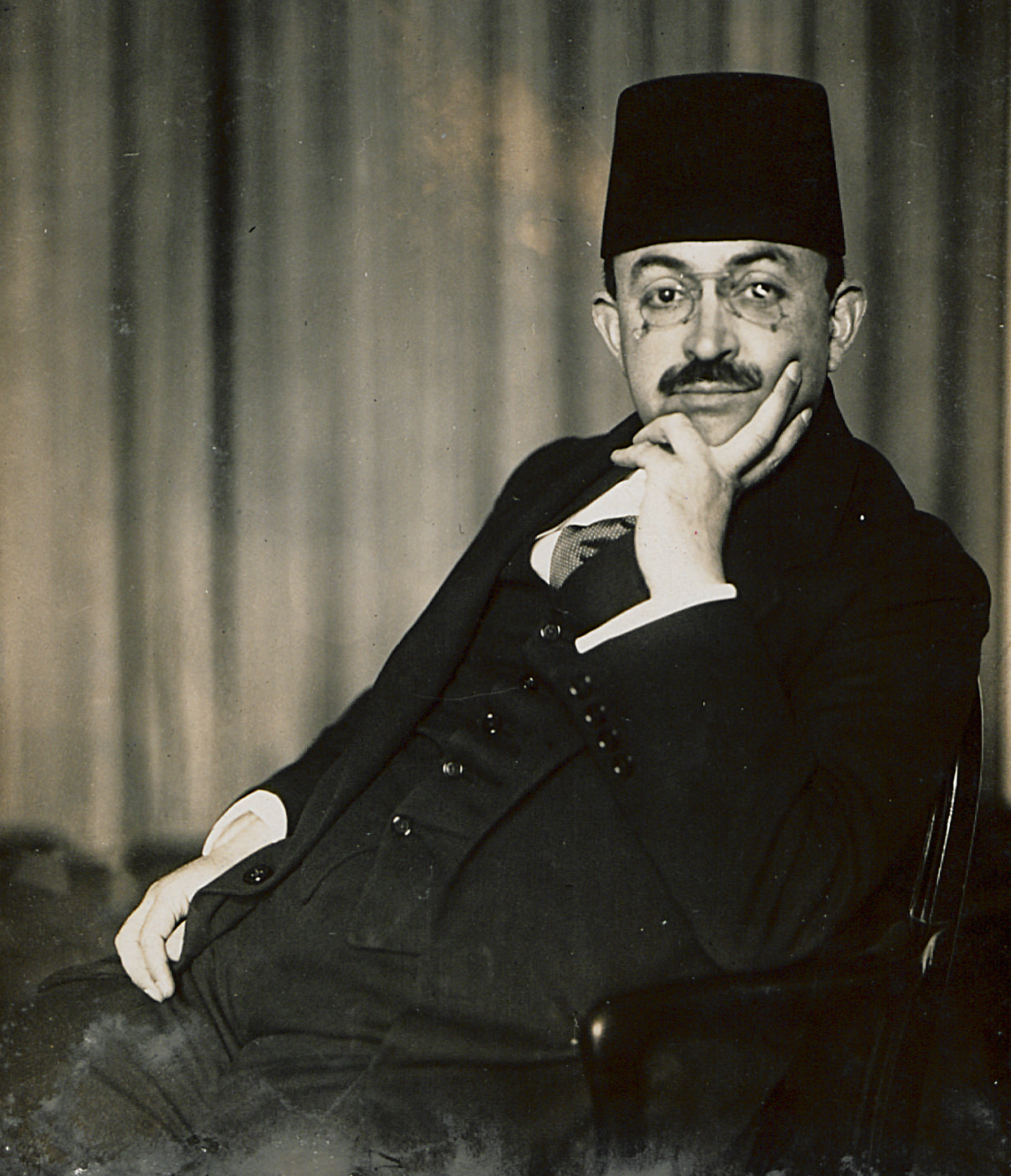
Мехмед Джавид-бей в 1917 году

2 апреля 1920 года Мехмет Джавид-бей женился на Алие Назлиар-ханым, бывшей жене шехзаде Мехмеда Бурханеддина-эфенди. В 1924 году у супругов родился сын Осман Шиар. После принятия в 1934 году закона о фамилиях Осман Шиар взял фамилию Ялчин.
Впоследствии Мехмет Джавид-бей был обвинён в причастности к покушению на Ататюрка, произошедшего в Измире. Мемуары Исмета Иненю показывают, что власти понимали, что Джавид не имел никакого отношения к покушению, к тому же и французский посол Альбер Сарро встретился непосредственно с Мустафой Кемалем и ходатайствовал о помиловании Джавид-бея, однако приговор пересмотрен не был. Мехмет Джавид-бей был признан виновным и 26 августа 1926 года повешен в Анкаре. Помимо него, ещё 13 человек были признаны виновными в государственной измене и повешены .
В 1950 году останки Мехмет Джавид-бея были перезахоронены на кладбище Джебеджи Асри.